# Соколенко Олександр Герольдович
Олександр Герольдович Соколенко (нар. 1962, смт Ворзель Київської обл.) — український краєзнавець, зберігач-фондів — керівник Ворзельського музею історії та культури «Уваровський дім», член Національної спілки краєзнавців України (2012).

## Творчість
Є автором чи співавтором серії книг з історії селищ Приірпіння, серед яких:
- Ворзель. Сторінками столітньої історії, 192 с., 2005,
- Михайлівка-Рубежівка. Забуччя, 104 с., 2005,
- Буча.100 років, 64 с., 2004,
- Гостомель, 100 с., 2004,
- «Ворзельське підпілля. Маловідомі сторінки війни»[2].